# 哥伦比亚每日观察家
《哥伦比亚每日观察家》（英語：Columbia Daily Spectator，通称「观察家」(Spec)）是哥伦比亚大学的学生周报。它在纽约州纽约市112大道与百老汇街处出版。成立于1877年，它是除了哈佛深红报外，美国历史最为悠久的未曾间断的大学每日新闻报。而且自1962年以起，其在法律上独立于哥伦比亚大学。在学期内，它从周一至周五每日在线发行，并在每周四发行印刷版。除了作为校报的职责外，該報同时也报道周围晨边高地社区的最新消息。该报每周都会递送至遍布晨边高地地区的超过150时处地点。